# 巴里薩爾
22°42′04″N 90°21′12″E / 22.7010021°N 90.35345110000002°E
巴里萨尔是孟加拉国的一个城市，为巴里萨尔专区的首府。巴里薩爾在英屬印度治下的1876年建立，並於2002年7月25日獲得城市地位。